# Lilli Andersen
Else Lilly Andersen –conocida como Lilli Andersen– (6 de diciembre de 1914-24 de enero de 1988) fue una deportista danesa que compitió en natación. Ganó una medalla de bronce en el Campeonato Europeo de Natación de 1934 en la prueba de 400 m libre.

## Palmarés internacional
| Campeonato Europeo | Campeonato Europeo    | Campeonato Europeo | Campeonato Europeo |
| Año                | Lugar                 | Medalla            | Prueba             |
| ------------------ | --------------------- | ------------------ | ------------------ |
| 1934               | Magdeburgo (Alemania) | Medalla de bronce  | 400 m libre        |